# Francis Beltrán
Francis Beltrán Lebrón (né le 29 novembre 1979 à Saint-Domingue, République dominicaine) est un ancien lanceur droitier de baseball.
Il joue dans la Ligue majeure de baseball pour les Cubs de Chicago en 2002 et 2004, les Expos de Montréal en 2004 et les Tigers de Détroit en 2008. En 67 matchs, tous comme lanceur de relève, il compile 68 retraits sur des prises en 74 manches et un tiers lancées, remporte trois victoires contre deux défaites, réussit un sauvetage et affiche une moyenne de points mérités de 5,69. 
Le 31 juillet 2004, Beltrán est l'un des 8 joueurs échangés dans une transaction à 4 clubs entre les Cubs de Chicago, les Expos de Montréal, les Red Sox de Boston et les Twins du Minnesota. Beltrán passe alors des Cubs aux Expos dans cet échange qui voit notamment les joueurs étoiles Nomar Garciaparra passer de Boston à Chicago et Orlando Cabrera de Montréal à Boston.